# Cornova
Cornova è un comune della Moldavia situato nel distretto di Ungheni di 1.129 abitanti al censimento del 2004.